# ناپایداری ریزاقماری

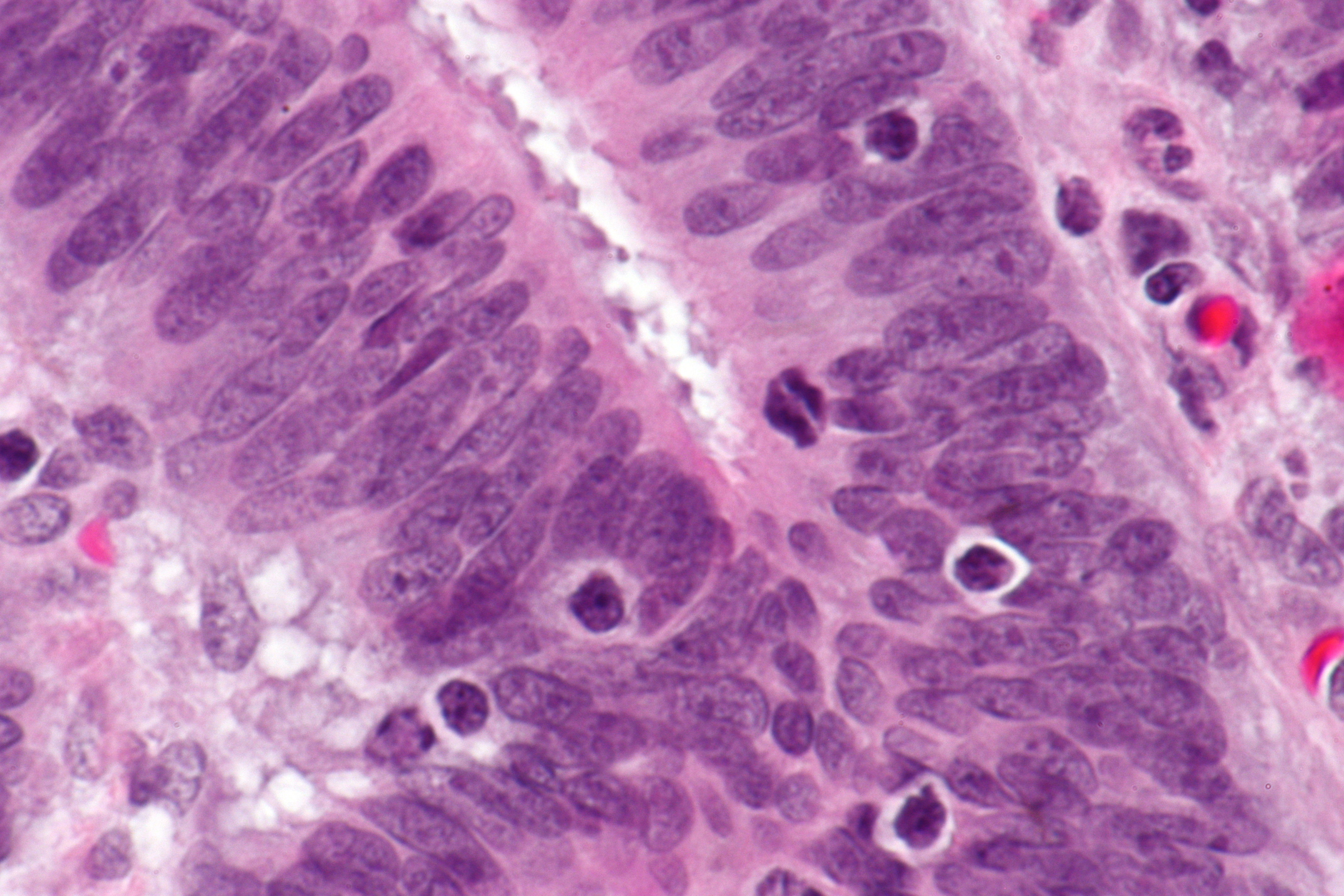
عکاسی ریزنگاری از لنفوسیت‌های نفوذکرده به داخل تومور در سرطان روده بزرگ با شواهدی از ناپایداری ریزاقماری از نوعِ MSI-H در رنگ‌آمیزی هماتوکسیلین-ائوزین

ناپایداری ریزاقماری (انگلیسی: Microsatellite instability) یا ناپایداری میکروسَـتلاست که به اختصار MSI گفته می‌شود، یک وضعیت ژنتیکی است که طی آن، احتمال و میزان بروز جهش‌های ژنی، به‌دلیل اختلال در ترمیم جفت‌شدن ناجور بازهای دی‌ان‌ای (MMR)، افزایش می‌یابد. وجود ناپایداری ریزاقماری یک دلیل فنوتیپی برای آن است که ترمیم جفت‌شدن ناجور بازهای دی‌ان‌ای به خوبی صورت نمی‌گیرد.
ترمیم جفت‌شدن ناجور بازهای دی‌ان‌ای (MMR) سبب اصلاحِ خطاهایی می‌گردد که طی همانندسازی دی‌ان‌ای رخ می‌دهد؛ همچون جفت‌شدن ناجور بازها، یا درج کوتاه و حذف ژنتیکی. پروتئین‌های دخیل در MMR، خطاهای پلیمرازی را اصلاح می‌کنند و این کار را از طریق ایجاد یک کمپلکس شیمیایی، اتصال به بخش‌های دارای خطای دی‌ان‌ای، بریدن بخش‌های ناجور، و درج توالی صحیح بازها انجام می‌دهند. سلول‌هایی که فاقد این مکانیسم ترمیمی هستند، قادر به اصلاح خطاهای به‌وجودآمده طی همانندسازی دی‌ان‌ای نیستند و این خطاها کم‌کم‌روی هم انباشته می‌شود و سرانجام قطعات نوظهور میکروستلایت ایجاد می‌شود. با استفاده از روش تشخیصی «واکنش زنجیره‌ای پلیمراز» می‌توان حضور میکروستلایت‌ها را ثابت کرد.
میکروستلایت‌ها، توالی‌های تکراری در درون مولکول دی‌ان‌ای هستند و این تکرارها معمولاً متشکل از واحدهایی به طول ۱ تا ۶ جفت‌باز است. با آنکه طول این واحدها از شخصی به شخص دیگر متفاوت است و نشانی اختصاصی به یک دی‌ان‌وی واحد می‌دهد، اما در هر شخص، عدد این واحدهای تکراری در دی‌ان‌ای ثابت و مشخص است. شایع‌ترین میکروستلایت در انسان، یک تکرار دی‌نوکلئوتیدی سیتوزین و آدنین است که صدهاهزار بار در طول ژنوم تکرار شده‌است. به میکروستلایت‌ها «توالی‌های تکرارشوندهٔ ساده» (SSRs) هم می‌گویند.
ناپایداری ریزاقماری با بروز سرطان روده بزرگ، سرطان معده، سرطان رحم، سرطان تخمدان، سرطان مجاری کبدی-صفراویِ سرطان مجرای ادراری، تومورهای مغز و سرطان پوست در ارتباط است.

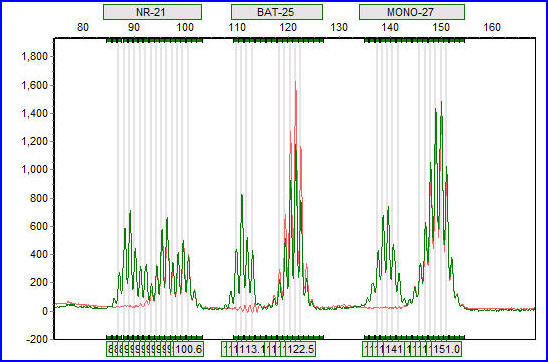
نمونه‌ای از ناپایداری ریزاقماری در الکتروفروگرام دی‌ان‌ای